# Piotr Jaxa
Piotr Jaxa-Kwiatkowski (ur. 1 stycznia 1945 w Borównej) – polski operator filmowy i fotografik.

## Życiorys
Dzięki swojemu ojcu jako trzynastolatek wziął udział w kursie fotograficznym, który prowadził Witold Dederko. W 1959 roku obejrzał wystawę Rodzina człowiecza w Warszawie, która wywarła na nim duże wrażenie. Pracował w laboratorium w Centralnej Agencji Fotograficznej. Studiował na Wydziale Operatorskim Państwowej Wyższej Szkoły Teatralnej i Filmowej w Łodzi do 1965 do 1969 roku. Jego film dyplomowy pt. Z miasta Łodzi zrealizował razem z Krzysztofem Kieślowskim. Po studiach pracował w Wytwórni Filmów Dokumentalnych i Fabularnych w Warszawie. 
Działał na rzecz opozycji antykomunistycznej w Polsce – podczas odwiedzin u internowanego brata Macieja w Areszcie Śledczym w Warszawie-Białołęce potajemnie wykonał kilka fotografii, które Chris Niedenthal wysłał do agencji Black Star do Nowego Jorku. Dzięki tym zdjęciom mógł sobie pozwolić na zakup sprzętu fotograficznego; wyjechał z kraju. Mieszkał w Szwajcarii w latach 1982–2019 w miejscowości Romainmôtier. Prowadził seminaria i warsztaty operatorskie m.in. w szwajcarskich uczelniach: Zürcher Hochschule der Künste, Haute École d'art et de Design Genève, Centre d'enseignement professionnel de Vevey. Od stycznia 2019 roku mieszka w Warszawie. Pracuje dla Polskiej Agencji Fotografów Forum. 
Członek Stowarzyszenia Autorów Zdjęć Filmowych, Szwajcarskiego Stowarzyszenia Operatorów (SCS), Szwajcarskiej Akademii Filmowej. W połowie grudnia 2022 roku został przyjęty do Związku Polskich Artystów Fotografików. 

## Nagrody
- Anerkennungspreis der Gemeinde Lohn-Ammannsegg (2009)[9]

## Dorobek
Pracował przy kilkudziesięciu filmach dokumentalnych i fabularnych, m.in. Dyrygent Andrzeja Wajdy, Bilans kwartalny Krzysztofa Zanussiego, Zapis zbrodni Andrzeja Trzosa-Rastawieckiego, Tiere Grzegorza Zglińskiego. Współpracował także m.in. z Sławomirem Idziakiem, Grażyną Kędzielawską, Mitko Panowem, Tomaszem Zygadło. Ostatni film na analogowej taśmie zrealizował w 2002 roku, był to film dokumentalny o Marii Schell pt. Meine Schwester Maria w reżyserii jej brata Maximiliana Schella.
Współpracował z Krzysztofem Kieślowskim jako fotosista i operator obrazu drugiej kamery na planie cyklu Trzy kolory, czego pokłosiem wystawa fotograficzna Remembering Krzysztof o Krzysztofie Kieślowskim prezentowana od 1994 roku (25 pokazów w 14 krajach). Od 1995 roku do 2024 roku powstawał cykl fotograficzny Cinematographers, którego wernisaż odbył się w 2024 roku.
Fotografował z wykorzystaniem m.in. aparatu wielkoformatowego, korzystał ze sprzętu szwajcarskiej marki Sinar. Jego pierwszą cyfrową lustrzanką był pełnoklatkowy Nikon D3, który jednak nie spełnił jego oczekiwań. Korzysta ze średnioformatowej lustrzanki cyfrowej marki Hasselblad H4D-40. 

## Publikacje książkowe
- L’esprit de Geneve (1988)[14]
- Oh! Barcelone (1992)[14]
- Poschiavo, un mondo di valle (1998)[14]
- Recordando a Krzysztof (2002)[18]
- Cinematographers (tom 1, 2021)[8]